# Pogrąz
Pogrąz – struktura sedymentacyjna, zaliczana do struktur deformacyjnych, powstała w wyniku grzęźnięcia osadu w nieskonsolidowanym podłożu skalnym. Z reguły ma formę wybrzuszenia w spągowej (dolnej) powierzchni ławicy skalnej. 
Pogrązy powstają w sytuacji, gdy osad warstwy wyżejległej ma większą gęstość niż osad warstwy podścielającej. Czasami pogrązy są całkowicie oderwane od skały macierzystej i tworzą kroplokształtne formy w ławicy podścielającej, od której różnią się charakterem materiału skalnego. Przeciętna wielkość (wysokość) pogrązów wynosi kilka mm do kilkunastu cm. 
Pogrązy są używane do wyznaczania pierwotnego ułożenia sfałdowanych warstw skalnych, gdyż tworzyły się zawsze na pierwotnej dolnej powierzchni ławicy. 
Pogrązy występują we wszystkich rodzajach skał osadowych.